# Fraisse-Cabardès
Fraisse-Cabardès é uma comuna francesa na região administrativa de Occitânia, no departamento de Aude. Estende-se por uma área de 7,13 km². Em 2010 a comuna tinha 106 habitantes (densidade: 14,9 hab./km²).